# Canó antiaeri tipus 98 de 20 mm

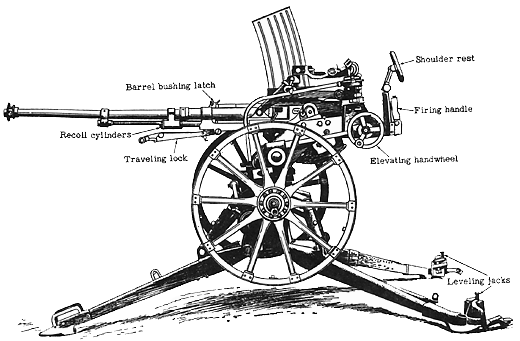
Un dibuix d'un canó de 20 mm Tipus 98 en un manual dels Estats Units

El Canó antiaeri tipus 98 de 20 mm era el canó antiaeri més utilitzat per l'Exèrcit Imperial Japonès durant la Segona Guerra Mundial. Va entrar en servei en 1938 fins al final de la guerra. Després de la Segona Guerra Mundial, el canó va ser utilitzat en l'Exèrcit d'Indonèsia en la Revolució Nacional Indonèsia.

## Disseny i us
El Canó antiaeri tipus 98 de 20 mm era el canó més utilitzat per l'exèrcit japonès durant la Segona Guerra Mundial. El nom de la Tipus 98 ve donat per l'any en el que va entrar en servei, en l'any 2598 del calendari imperial japonès (1938 del calendari gregorià). Va entrar en servei i va veure combat per primera vegada en Nomonhan. Va ser utilitzat fins al final de la Segona Guerra Mundial. Aproximadament el 80% de tot l'armament antiaeri lleuger de l'exèrcit imperial japonès eren Tipus 98. L'arma podia ser col·locada en 3 minuts per uns homes amb experiència o ser disparada de manera poc precisa des d'una muntura de rodes.
Aquesta arma i les seves variants estaven basades en el disseny francès de la Metralladora Hotchkiss M1929, una metralladora de la dècada de 1930, i els japonesos van comprar algunes d'aquestes metralladores i van desenvolupar la seva variant. La Tipus 98 era una de les dues variants per a ser utilitzades com a armes antiaèries de l'Imperi Japonès.
El canó va ser dissenyat entre 1933 i 1938. Pesava 373 kg, i amb la seva muntura normal, podia rotar 360°. Disparava munició de 20 x 142 mm, a una cadència de entre 120 RPM (en mode cíclic) i 300 RPM (en automàtic). Utilitzava carregadors de 20 bales i mires de ferro.

## Munició
- Tipus 100 d'alta penetració traçador. El projectil pesa 162 grams i 431 grams de pes complet.
- Tipus 100 d'alt explosiu traçador. El projectil pesa 136 grams i 405 grams de pes complet.

## Variants
Si es muntaven dos d'aquests canons junts, es creava el Canó antiaeri tipus 4 de 20 mm. Es van crear aproximadament unes 500 unitats del canó.